# اندیس تنوره
تنوره یک اندیس فلزی است که در حوالی شهر کلاته استان سمنان قرار دارد و مادهٔ معدنی موجود در آن، سرب و روی است.سنگ میزبان این اندیس نهشته های کربناته و دگرگونه است و دیرینگی آن به دوران سیلورین و دونین می‌رسد. 